# Machimus juxta
Machimus juxta là một loài ruồi trong họ Asilidae. Machimus juxta được Oldroyd miêu tả năm 1939. Loài này phân bố ở vùng nhiệt đới châu Phi.